# Centro Regionalista Castellano
Centro Regionalista Castellano fue una organización castellanista fundada en El Barco de Ávila.

## Finalidad
El objetivo del Centro era: 
"el engrandecimiento de este país y porque sean restituidos y respetados los derechos del hombre (...). Emigrados unos, y con convulsiones del hambre muchos, piden a grandes voces, que la criminal conducta de los desprovistos de sentimientos humanitarios, se vea ahogada por los poderosos trabajos de los menos, pero al fin y al cabo de los mejores, de los altruistas, de los que queriendo ser útiles a su pueblo, en primer término, a la región en segundo y por último a la Nación en general, se han constituido en disciplinado ejército con un Centro Oficial, buzón y portavoz de los deseos, aspiraciones y demandas de los ciudadanos honrados".

## Historia
En abril de 1918, la Junta Directiva estaba constituida por Joaquín Manceñido, Pedro Canalejo, José L. Huerta, Telesforo Benito, Nicanor Blázquez e Isidoro Muñoz. Joaquín Manceñido también fue primer presidente del Sindicato de Turismo, Alpinismo y Veraneo en 1911, dirigente del Orfeón Leonés y de la banda municipal de música de El Barco de Ávila.
Uno de los grandes proyectos del Centro Regionalista Castellano fue el Riego de los Guijarrales, en El Barco de Ávila.